# Alex Hua Tian
Alex Hua Tian, né le 25 octobre 1989 à Londres, est un cavalier de concours complet d'équitation chinois.